# Jeon Hee-sook

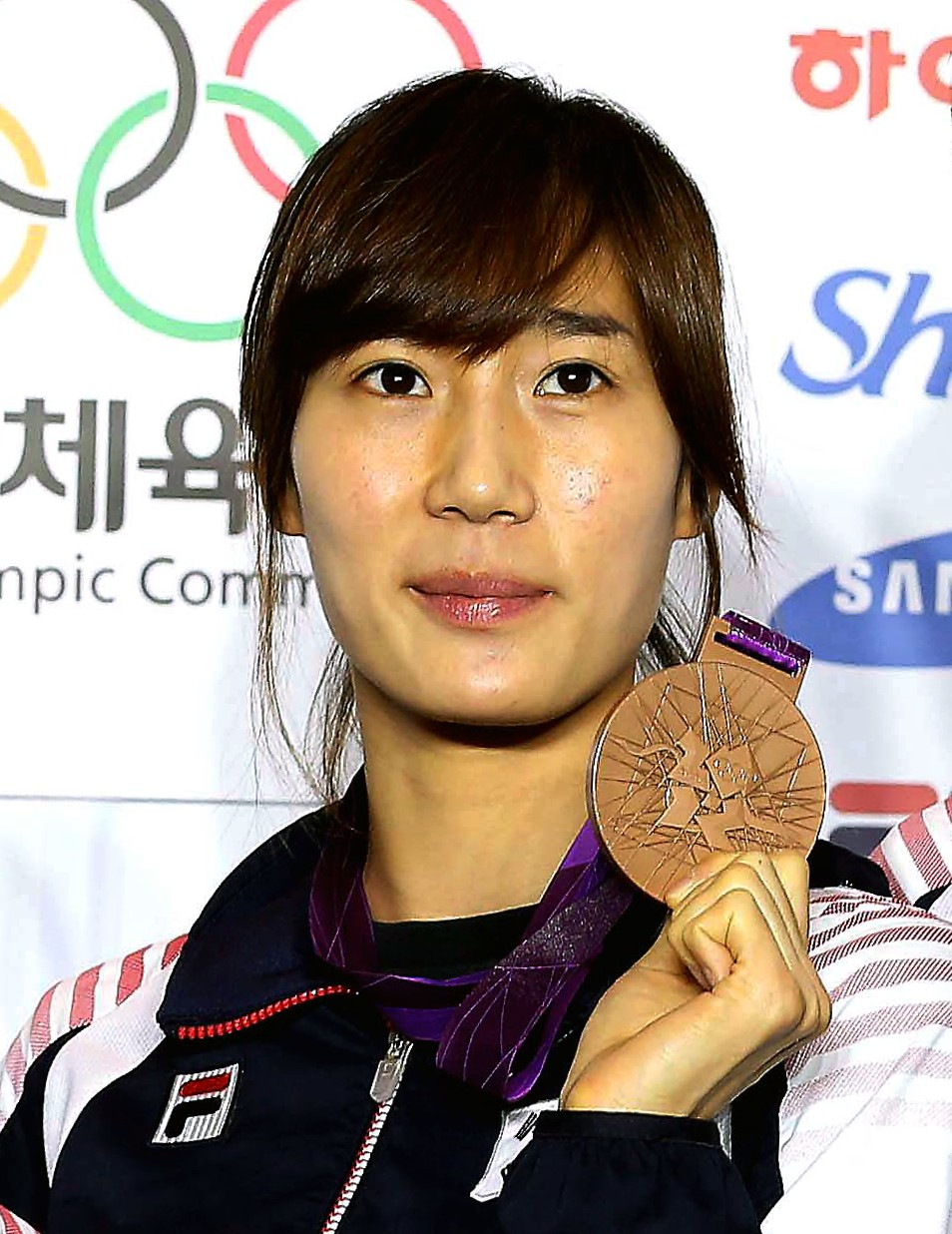
Jeon Hee-sook

Jeon Hee-Sook (Seul, 16 de junho de 1984) é uma esgrimista sul-coreana que conquistou uma medalha de bronze nos Jogos de Olímpicos de Londres de 2012, na competição de florete por equipes, com suas compatriotas Nam Hyun-Hee, Jung Gil-Ok e Oh Ha-Na.